# Poneropsis tenuis
Poneropsis tenuis är en myrart som beskrevs av Oswald Heer 1867. Poneropsis tenuis ingår i släktet Poneropsis och familjen myror. Inga underarter finns listade i Catalogue of Life.